# Traités byzantino-rus' (907 et 911)
Les traités byzantino-rus’ de 907 et 911 sont deux accords signés entre Oleg le Sage, prince de Novgorod, et les coempereurs de l’Empire byzantin Léon VI le Sage et Alexandre à la suite du siège de Constantinople en 907. Ils nous ont été transmis par la Chronique des Temps passés. Le premier, conclu vraisemblablement dès la fin du siège, stipulait le tribut que les Byzantins devraient verser aux Rus’ et règlementait les modalités du commerce entre les deux peuples. Le deuxième, signé quelques années plus tard, confirmait les termes du premier et élaborait les mesures à prendre lors de naufrages tant pour les biens que pour les personnes impliquées, le sort réservé aux citoyens des deux nations en cas de meurtres, de dommages matériels ou de fuite d’esclaves. Ils permettaient également  aux Rus’ de s’engager comme mercenaires dans les armées impériales. 

## Siège de Constantinople (907)
La Rusʹ de Kiev fut fondée d’après la Chronique des Temps passés par Oleg le Sage, successeur de Riourik, prince de Novgorod, vers l’an 880. Deux ans plus tard,  Oleg s’emparait de Kiev et faisait de cette bourgade sa capitale. Au cours des années suivantes, il agrandit sa principauté au détriment des tribus slaves et finnoises avoisinantes : en 883, il battit les Drevliens; en 884, il réussit à s’imposer face aux Polianes,  aux Sévériens, aux Viatitches et aux Radimitches, tout en continuant la guerre avec les Tivertses et les Oulitches.
Ayant ainsi établi son pouvoir sur Kiev et la « route commerciale des Varègues aux Grecs », c’est-à-dire de la Baltique à la mer Noire, Oleg se mit à rêver des richesses de cette « Miklagard » ou « Grande Cité » comme les Vikings appelaient Constantinople. Déjà, en 860, ceux-ci avaient fait le siège de la ville et pillé ses faubourgs maritimes pendant que l’empereur Michel III était occupé à contenir l’avance arabe en Anatolie.  Seul le leadership du patriarche Photios et, selon les sources byzantines, l’intervention de la Vierge Marie, étaient parvenus à sauver la cité. 
En 907, Oleg, reprend donc la route des Varègues aux Grecs en descendant la Volga et le Dniepr sur deux mille bateaux et, arrivé dans les faubourgs de Constantinople, se met à détruire palais et églises, de même qu’à massacrer les habitants. Constatant que les Constantinopolitains avaient barré l’entrée de la Corne d’Or avec une chaine, les Varègues mettent leurs bateaux sur des rouleaux, les équipent de voiles et, profitant du vent, les dirigent vers Constantinople. Frappés de terreur à la vue de cette flotte avançant sur la terre ferme, les habitants de la ville, l’empereur Léon VI en tête, se hâtent de négocier .
Le traité résultant de ces négociations est avantageux pour les Rus’ qui se voient concéder le droit de commercer librement avec l’empire, reçoivent un quartier de la ville de Constantinople où s’installer ainsi qu’un tribut pour cesser leurs attaques. Ceci fait, les Rus’ repartent avec un abondant butin non sans avoir « cloué leur bouclier sur la porte de Constantinople » en signe de victoire.

## Les textes

### Accord de 907
Le chapitre XXI de la Chronique  est consacré à l’expédition d’Igor contre les Grecs et à l’entente qu’il a conclue avec les coempereurs Léon et Alexandre avant de rentrer chez lui. Il couvre les années 6407 à 6412 (depuis le commencement du monde par lequel commence la Chronique), soit les années 899-911 de notre ère.
Sur deux mille bateaux, Oleg et ses hommes arrivèrent devant Constantinople.  « Ils ravagèrent les alentours de la ville; ils tuèrent un grand nombre de Grecs, pillèrent beaucoup de palais, et brûlèrent les églises; quant aux prisonniers, on coupa la tête aux uns, on livra les autres à la torture, on les tua à coup de flèches, ou on les noya dans la mer; et les Russes firent aux Grecs beaucoup d'autres maux, comme c'est l'habitude à la guerre ». Terrorisés les Constantinopolitains promirent alors de donner aux envahisseurs ce qu’ils voulaient. 
Oleg exigea donc un tribut de douze « grivènes » par homme pour chacun de ses deux mille bateaux, ainsi qu’un tribut pour chaque ville de sa principauté. 
Suivent les termes d’un accord commercial : les Rus’ recevront un traitement commercial préférentiel et une exemption de tout droit de douane. Ils pourront résider dans le quartier suburbain de saint Mamas (aujourd’hui  Beşiktaş, sur le côté européen d’Istanbul) où ils résideront gratuitement pour une période de six mois (le double de la période habituellement concédée aux commerçants étrangers).
Les coempereurs byzantins se lièrent par serment sur les Évangiles; Oleg et les siens jurèrent sur leurs épées en invoquant Peroun, dieu du tonnerre et de la guerre, ainsi que Volos, le dieu des troupeaux.  

### Traité de 911
Le chapitre suivant cite le texte du traité de 911.  
Un préambule nous apprend qu’Oleg a envoyé une délégation auprès des empereurs Léon (VI dit le Sage) et Alexandre en recommandant à ses émissaires de prendre pour base de négociation la convention qu’il a déjà négociée avec les deux empereurs (vraisemblablement le traité de 907).
Les paragraphes suivants donnent d’abord la liste des délégués rus’. De leurs noms on peut déduire qu’ils étaient Scandinaves (Varègues ou Vikings) : Farlof, Ver/lemud, Rulav, Fost, Frelavc, Inegeld, etc.  Vient ensuite une réaffirmation de l’amitié  « parfaite et inébranlable » qui doit régner entre les Rus’ et les Grecs, réitérant que les Rus’ n’infligeraient jamais de dommage aux Grecs et émettant le souhait qu’il en aille de même du côté des Grecs.
Suivent deux paragraphes stipulant les mesures qui doivent être prises en cas de meurtre, de dommage physique ou de vol impliquant un citoyen de l’un ou l’autre peuple.
Vient ensuite un long paragraphe traitant successivement :
- des secours à apporter aux marins lorsqu’un navire s’échoue et ce que l’on doit faire de la cargaison,
- de la façon dont chacune des parties doit traiter les prisonniers, meurtriers ou esclaves de l’autre partie,
- du droit qu’auront les Rus’ à servir à titre de mercenaires dans les armées impériales comme en témoignera la présence de plusieurs centaines d’entre eux, la même année, dans la campagne navale de l’amiral byzantin Himerius contre la Crête [7].

En terminant, il est mentionné que ledit traité confirme le texte déjà signé par l’empereur byzantin et qu’il a été accepté par Oleg en fonction des lois du peuple rus’, « la deuxième semaine du mois de septembre, indiction XV, l'année de lu fondation du monde 6420 ».

## Valeur historique de laChronique des Temps passés
Ces deux traités devaient être les premiers de plusieurs accords commerciaux et diplomatiques conclus entre Byzance et la Rus’ de Kiev au Xe siècle à un moment où celle-ci affermissait sa présence non seulement en Europe de l’Est, mais aussi en Europe de l’Ouest. Ils constituent un jalon important dans les relations entre les deux entités. Si les dévastations seront courantes entre Kiev et Constantinople en temps de guerre, les contacts commerciaux, diplomatiques et humains s’accélèreront en temps de paix et contribueront à amener progressivement les Rus’ dans la sphère d’influence de Constantinople. 
Se pose dès lors la question de la validité historique des faits rapportés par l’auteur de la Chronique, de même que  l’exactitude même du texte des traités. La Chronique des Temps passés est en effet notre seule source d’information pour ce siège de Constantinople dont ne traite aucune source byzantine. Ouvrage composite, compilé vers 1111 par un moine que l’on a longtemps cru s’appeler Nestor et complétée par d’autres moines plus tard, elle a été écrite à partir de nombreuses sources de genres différents : livres bibliques, écrits byzantins historiques, liturgiques, apologétiques et hagiographiques, homélies, traités commerciaux et diplomatiques, récits slaves concernant Cyrille et Méthode, etc. Il est évident que le but de l’auteur n’était pas de relater des faits, mais essentiellement d’inculquer à ses lecteurs d’importantes leçons morales en fonction de l’idée qu’il se faisait de la spécificité et du caractère sacré de leur identité nationale. 
Aux dires de Dimitri Obolensky, byzantinologue s’étant particulièrement intéressé aux relations entre l’Empire byzantin et les Slaves, si certains détails de la description du siège décrits par la Chronique peuvent sembler curieux, la substance est, en général, probablement authentique. Ainsi il est presque certain que l’auteur était effectivement un moine rus’ écrivant quelque 150 ans après les faits, sauf qu’il connaissait assez mal la topographie de Constantinople et la conduite des opérations militaires. La technique consistant à transporter des navires en les faisant rouler sur des billots était familière aux Vikings qui s’en servaient pour franchir les rapides rencontrés sur le cours des rivières. Elle sera du reste reprise par le sultan Mehmet II le 22 avril 1453 lorsqu’il conquerra Constantinople. Quant à l’épisode du bouclier cloué sur la porte de Constantinople, elle reflète probablement une vieille habitude viking mal interprétée par le chroniqueur. Le fait de lever les boucliers ou de les suspendre à un endroit bien visible signifiait la volonté de mettre fin à une guerre. Le geste d’Oleg « en clouant son bouclier à la porte de la ville » visait ainsi à affirmer son intention de conclure la paix avec l’empereur et ne constituait pas un signe de victoire. Du reste pour favorable qu’il ait été aux Rus’, le traité ne reflétait pas les termes qu’aurait pu exiger le grand vainqueur d’une guerre.
Quant à l’authenticité du traité de 911 et à sa fidélité au texte original, il n’est pas impossible qu’il s’agisse de la ratification d’un accord préliminaire conclu formellement à la fin du siège de 907. Dès 1930, Cross et Sherbowitz-Wetzor jetaient un doute sur l’authenticité textuelle non seulement du traité de 911, mais aussi des autres traités similaires (907, 945, 971), se demandant si la version préservée dans la Chronique des Temps passés était la reproduction fidèle des textes en vieux-russe liturgique (slavon) originaux ou s’il s’agissait de traductions subséquentes faites à partir d’originaux grecs. Plus près de nous, en 2006, Serhii Plokhy comparant les textes des traités de 907, 911 et 944 suggérait qu’il existe de « sérieux doutes à savoir si les dates attachées aux textes de ces traités étaient fiables ». Pour lui, les textes que nous possédons seraient plutôt le fait d’une « révision inventive » des textes originaux, soit par l’auteur de la Chronique ou par ses prédécesseurs.